# Mindaugas Stakvilevičius
Mindaugas Stakvilevičius (ur. 24 lipca 1931 w Stebuliai w rejonie olickim) – litewski nauczyciel, wykładowca, fizyk i polityk, parlamentarzysta, przewodniczący Litewskiej Partii Socjalistycznej (1997–2006).

## Życiorys
Urodził się w rodzinie chłopskiej w Dzukiji. Po ukończeniu gimnazjum im. Kristijonasa Donelaitisa w Pojegach (1950) studiował fizykę na Uniwersytecie Moskiewskim (1950–1956). Dysertację kandydacką z dziedziny fizyki obronił na Wileńskim Uniwersytecie Państwowym.
W 1950 podjął pracę korektora w gazecie lokalnej "Pagėgių balsas" ("Głos Pojegów"). Po powrocie z Moskwy w 1956, uczył matematyki i fizyki w szkołach rejonu szawelskiego (do 1989), był również pracownikiem naukowym Katedry Fizyki Szawelskiego Instytutu Pedagogicznego (do 1992).
Od 1957 należał do KPZR. Na fali odrodzenia narodowego zaangażował się w działalność w Ruchu na Rzecz Przebudowy "Sąjūdis" – był członkiem jego rady w Szawlach, zasiadał również w sejmie krajowym ugrupowania. W tym samym okresie pełnił obowiązki I sekretarza Komitetu Miejskiego KPL w Szawlach (1989–1990).
W marcu 1989 wybrany deputowanym ludowym Rady Najwyższej ZSRR – mandat sprawował do 1990. W tym samym roku wszedł w skład Rady Najwyższej Litewskiej SRR. W 1992 ponownie wybrany posłem z ramienia postkomunistycznej Litewskiej Demokratycznej Partii Pracy w okręgu wiejskim Szawle – pełnił obowiązki przewodniczącego Komisji Praw Człowieka i Praw Obywatelskich.
Po opuszczeniu parlamentu w 1996 został docentem w Katedrze Matematyki Uniwersytetu Szawelskiego. W tym samym roku wystąpił z LDDP, zostając członkiem Litewskiej Partii Socjalistycznej. Rok później wybrano go jej przewodniczącym (funkcję tę sprawował do 2006).
W 2003 znalazł się wśród członków rady miejskiej w Szawlach, wybrany został z listy Litewskiej Partii Socjaldemokratycznej. W 2008 kandydował do Sejmu z listy Partii Frontu.
Żonaty (żona Darija Joana), ma czwórkę dzieci.